# Herb gminy Kornowac
Herb gminy Kornowac – jeden z symboli gminy Kornowac, ustanowiony 11 listopada 2000.

## Wygląd i symbolika
Herb przedstawia na tarczy dwudzielnej w słup, z prawej strony na błękitnym tle prawą połówkę złotego dębu, natomiast z lewej strony na srebrnym tle lewą połówkę zielonego drzewa lipowego. Połówki drzew tworzą drzewo-hybrydę. 
Swoją symboliką herb nawiązuje do terenów rolniczych i rekreacyjnych gminy. 